# Caonada
Caonada è una frazione del comune di Montebelluna, in provincia di Treviso.

## Geografia fisica
È l'abitato più orientale del comune, trovandosi tra Biadene e Venegazzù di Volpago. Sorge ai piedi del Montello, le cui pendici meridionali sono delimitate dal canale del Bosco: proprio da Caonada si dipartono le prese XVII e XVIII.
A sud del centro, costituito dall'incrocio tra via Caonada e via del Cimitero-via Capitello, si trova una zona industriale.

## Storia
Priva di fondamento è l'ipotesi che rimanda il toponimo al latino caput navis o caput nautea, ovvero "porto fluviale", in riferimento al fatto che la zona era anticamente attraversata dal Piave. Appare tuttavia probabile la derivazione da caput con il significato di "capo", "estremità", attraverso il veneto cao.
Rappresentò, come la vicina Biadene, una delle più antiche parrocchie del territorio, sebbene il fonte battesimale più vicino si trovasse presso l'antica pieve di Santa Maria in Colle, a Montebelluna.

## Monumenti e luoghi d'interesse

### Chiesa di San Giacomo apostolo e campanile
La chiesa costruita negli anni '30 del XX secolo, è di linee molto pulite e classiche. Calda nelle tinte sia fuori che dentro è veramente molto accogliente e spaziosa, ancora di più illuminata dalla luce del tramonto che filtra dalle finestre.
Il campanile costruito nel 1965 a sostituzione del vecchio campanile mozzato dal ciclone negli anni '30, in una delle frazioni più piccole e più agricole del comune, si progettò dotato di muri, poi si optò senza per risparmiare denaro,  esponendo alla vista il traliccio di travi di cemento e scale che portano alla cella, vero e proprio balcone sulla vallata.

### Casa Cornuda
È un semplice edificio a tre piani (sottotetto compreso), risalente - si presume - al XVIII secolo. Sorge presso il centro, dietro la chiesa parrocchiale di S. Giacomo,  e attualmente è adibita ad abitazione privata.

La facciata principale, rivolta a sud, è asimmetrica e tripartita da interassi irregolari. Sopra l'ingresso principale si imposta al primo piano il poggiolo in ferro battuto, su cui si apre una monofora con arco a sesto acuto (la lunetta è ora murata). A ciascuna apertura del primo piano corrispondono le finestre del sottotetto, architravate e di forma quadrata. La copertura a padiglione si innalza sopra un cornicione formato da mensoline in pietra, alternate a lunette di colore blu cobalto.

### Aree naturali
Lo Stradone del bosco ai piedi del Montello, comincia praticamente presso l’Osteria Santa Margherita, vicino alla località Santa Mama. Il bosco iniziale, dopo un paio di chilometri, lascia spazio a campi e prati, consentendo di spaziare un po’ di più con lo sguardo, verso Ciano del Montello. Poco oltre si affianca il Canale del Bosco, che molti chiamano la Brentella, per seguirlo nella parte finale che è su asfalto, quando oramai si è nei pressi di Caonada.